# 美國黑幫博物館

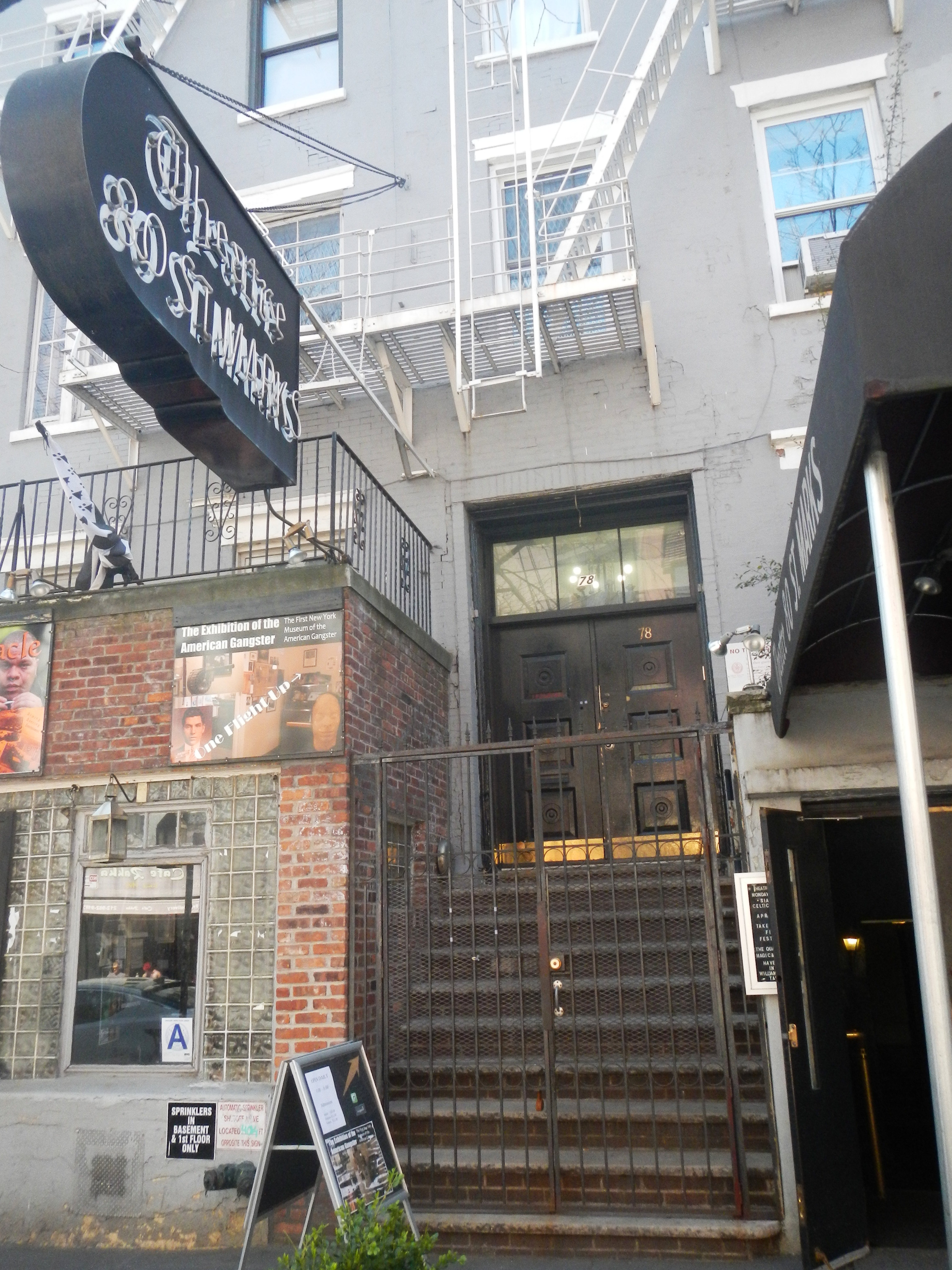

美國黑幫博物館（英語：Museum of the American Gangster）是一個兩室博物館，位於紐約市曼哈頓東村的聖馬可坊80號。2010年建成开馆，它位於艾爾·卡彭、查理·盧西安諾和約翰·高蒂常去的前地下酒吧的樓上。這個美國黑幫展覽是「為了保護來自禁酒時期的報紙、照片和其他原始文件」。博物館收藏的美國有組織犯罪的紀念性物品包括約翰·迪林傑的死亡面具、情人節大屠殺調查研究的子彈，以及Pretty Boy Floyd槍擊的子彈。該前地下酒吧有自己的歷史，這建築物是Walter Scheib的前住宅。該展覽目前是開放。這裏也可以參觀舊的地下酒吧。
2010年7月24日是電影《盜亦有道》上映的二十週年。這一里程碑在美國黑幫博物館內慶祝，由亨利·希爾為一群選定的受邀者主持私人放映。
由於2019冠狀病毒病大流行，該博物館暫時關閉，2021年12月宣布，如果失去與80號劇院共享的空間，它就有可能永久關閉的危機。

## 外部連結
- 官方網站 （页面存档备份，存于）